# 红耳鼠兔
红耳鼠兔（学名：Ochotona erythrotis）为鼠兔科鼠兔属的哺乳动物，是中国的特有物种。分布于青海、甘肃等地，多生活于高山草原。该物种的模式产地在西藏东部。